# Alessandro Staccioli
Alessandro Staccioli (ur. 13 listopada 1931 w Trieście) – włoski duchowny rzymskokatolicki, w latach 1975-1990 biskup pomocniczy Siena-Colle di Val d’Elsa-Montalcino.

## Życiorys
Święcenia kapłańskie przyjął 17 marca 1956. 26 września 1968 został prekonizowany wikariuszem apostolskim Luang Prabang w Laosie. Sakrę biskupią otrzymał 8 grudnia 1968. 29 listopada 1975 został mianowany biskupem pomocniczym Sieny. 10 grudnia 1990 zrezygnował z urzędu.